# Анаров, Хайитбай
Хайитбай Анаров (узб. Ҳайитбой Аноров; 15 июня 1904, Ачи, Ферганская область — 31 января 1989, Ачи, Ошская область) — советский и киргизский сельскохозяйственный деятель, председатель колхоза имени Молотова Араванского района Ошской области. Герой Социалистического Труда (1957).

## Биография
Родился 15 июня 1904 года в селе Сассык-Ункур Ошского уезда Ферганской области (ныне — село Аччи в Араванский район Ошской области Кыргызстана) в крестьянской семье, по национальности узбек.
В 1930 году вступил одним из первых в колхоз «Сассык-Ункур», организованный в Араванском районе. В 1933—1938 годах работал заместителем председателя колхоза «Ачи» того же района. В 1938—1940 годах — начальник районного управления землеустроительства, в 1940—1959 — председатель правления колхоза имени Молотова (в дальнейшем переименован в колхоз «Коммунизм»). С 1959 по 1964 год — техник в управлении районного водного хозяйства. В 1940 году вступил в ВКП(б). В 1964 году вышел на персональную пенсию союзного значения.
Колхоз «Коммунизм» под руководством Х. Анарова стал крупным, экономически сильным хозяйством не только в районе и области, но и по всей республике. В те годы здесь развивалось полеводство, год за годом увеличивалась урожайность полей, также развивалось животноводство. Увеличивалось поголовье крупного и мелкого рогатого скота, повысилась продуктивность и рентабельность. В сёлах осуществлялась широкомасштабное строительство социальных объектов — школ, детских садов и учреждений здравоохранения. Построены линии электропередачи и водопровода, благоустроены и заасфальтированы улицы и дороги.
В 1957 году колхоз имени Молотова занял передовые позиции по сельскохозяйственному производству в Араванском районе.
Указом Президиума Верховного Совета СССР от 15 февраля 1957 года за выдающиеся успехи, достигнутые в деле увеличения производства сахарной свеклы, хлопка и продуктов животноводства, широкое применение достижений науки и передового опыта в возделывании хлопчатника, сахарной свеклы и получение высоких и устойчивых урожаев этих культур удостоен звания Героя Социалистического Труда с вручением ордена Ленина и золотой медали «Серп и Молот».
Скончался 31 января 1989 года, похоронен на кладбище «Интифак» в селе Кок-Желет Араванского района.

### Семья
5 сыновей и 8 дочерей.
Жена его сына Хайитбоева Мухаммадураима — Эрматова, Таджихан — в 17 лет была удостоена высокого звания Героя Социалистического Труда.
Младший брат — Алля (1907—1979), дважды Герой Социалистического Труда (1948, 1951).

## Память
- В 1989 году имя Х. Анарова присвоено средней школе № 30 в Араванском районе Ошской области[2].

## Награды
- Медаль «Серп и Молот» (15.02.1957)
- Два ордена Трудового Красного Знамени (09.06.1947; 31.01.1951)
- Медаль «За трудовую доблесть» (26.03.1948)
- Медаль «В ознаменование 100-летия со дня рождения Владимира Ильича Ленина» (1970)